# Rutherfordi
El rutherfordi és l'element químic sintètic de símbol Rf i nombre atòmic 104. Fou anomenat en honor del físic neozelandès Ernest Rutherford.

## Història
El rutherfordi es va detectar per primera vegada el 1964 en l'Institut Conjunt de Recerca Nuclear de Dubnà (llavors a la Unió Soviètica). Els investigadors van bombardejar un objectiu de plutoni-242 amb ions neó-22 i van separar els productes de reacció per termocromatografía de gradient després de la conversió a clorurs per interacció amb ZrCl4. L'equip va identificar l'activitat de fissió espontània continguda en un clorur volàtil que retrata les propietats de l'eka-hafni. Encara que no es va determinar amb precisió la semivida, els càlculs posteriors van indicar que el producte era probablement rutherfordi-259 (abreujat com 259Rf en notació estàndard):
242
94Pu + 22
10Ne → 264−x
104Rf → 264−x
104RfCl₄
El 1969, investigadors de la Universitat de Califòrnia, Berkeley, van sintetitzar definitivament l'element bombardejant un objectiu de californi -249 amb ions carboni-12 i van mesurar la desintegració alfa de 257 Rf, correlacionada amb la decadència filla del nobeli -253:
249
98Cf + 12
6C → 257
104Rf + 4 n
La síntesi nord-americana es va confirmar independentment el 1973 i va assegurar la identificació del rutherfordi mitjançant l'observació de rajos X K-alfa en la signatura elemental del producte de desintegració 257Rf, nobeli-253.
El grup de Berkeley va afirmar també no haver pogut reproduir el mètode usat pels investigadors soviètics.

## Controvèrsia de denominació
Els científics russos van proposar el nom de kurtxatovi i els científics nord-americans van suggerir el nom de rutherfordi per al nou element. El 1992, el Grup de Treball Transfermium IUPAC / IUPAP (TWG) va avaluar les afirmacions del descobriment i va concloure que ambdós equips proporcionaven proves contemporànies de la síntesi de l'element 104 i que el crèdit s’hauria de compartir entre els dos grups.
El grup estatunidenc va escriure una infame resposta a les conclusions de la TWG, afirmant que havien fet massa èmfasi en els resultats del grup Dubna. En particular, van assenyalar que el grup rus havia modificat diverses vegades els detalls de les seves reclamacions durant un període de 20 anys, fet que l'equip rus no negava. També van destacar que el TWG havia donat massa credibilitat als experiments químics dels russos i van acusar el TWG de no tenir personal degudament qualificat en el comitè. El TWG va respondre dient que aquest no era el cas i després d'avaluar cada punt plantejat pel grup estatunidenc va dir que no van trobar cap raó per a alterar la seva conclusió respecte a la prioritat del descobriment. La IUPAC finalment va utilitzar el nom suggerit per l'equip estatunidenc (rutherfordi).
Aquest fet va portar a una controvèrsia sobre el nom de l'element; ja que els soviètics sostenien haver-ho sintetitzat en Dubnà van suggerir dubni (Db), i també kurtxàtovi (Ku) per l'element 104, en honor d'Ígor Vasílievitx Kurtxàtov (1903-1960), excap de la investigació nuclear soviètica. Els nord-americans en canvi, van suggerir rutherfordi (Rf) en honor d'Ernest Rutherford un famós físic nuclear neozelandès, conegut com el «pare» de la física nuclear. La Unió Internacional de Química Pura i Aplicada (IUPAC) va adoptar temporalment el nom Unnilquadi (unq), derivat dels noms llatins dels dígits 1, 0 i 4, segons la denominació sistemàtica d'elements. El 1994, la IUPAC va proposar que s'utilitzés el nom dubni (Db), ja que es va recomanar el rutherfordi per a l'element 106 i la IUPAC va considerar que l'equip de Dubna havia de ser reconegut per les seves contribucions. No obstant això, encara hi havia una disputa sobre els noms dels elements 104-107. El 1997 els equips implicats van resoldre la disputa i van adoptar el nom actual de rutherfordi. El nom dubni es va donar a l'element 105 al mateix temps.

## Isòtops
El rutherfordi no té isòtops estables ni naturals. S'han sintetitzat diversos isòtops radioactius al laboratori, ja sigui fusionant dos àtoms o observant la desintegració d'elements més pesants. S’han informat setze isòtops diferents amb masses atòmiques de 253 a 270 (amb les excepcions de 264 i 269). La majoria d’aquests es desintegren principalment a través de vies de fissió espontànies.

### Estabilitat i vides mitjanes
Dels isòtops que tenen una vida mitjana coneguda, els isòtops més lleugers solen tenir una vida mitjana més curta; semivides menors de 50 μs per el 253Rf i 254 Rf.El 256Rf, 258Rf, 260Rf són més estables al voltant de 10 ms, 255Rf, 257Rf, 259Rf i 262Rf viuen entre 1 i 5 segons, i 261Rf, 265Rf i 263Rf són més estables, al voltant d’1,1, 1,5 i 10 minuts respectivament. Els isòtops més pesants són els més estables, amb 267Rf amb una semivida mesurada d’unes 1,3 hores.
Els isòtops més lleugers es van sintetitzar per fusió directa entre dos nuclis més lleugers i com a productes de desintegració. L'isòtop més pesant produït per fusió directa és el 262Rf; els isòtops més pesants només s’han observat com a productes de desintegració d’elements amb un nombre atòmic més gran. Els isòtops pesants 266Rf i 268Rf també s'han informat com a fills de captura d'electrons dels isòtops dubni 266Db i 268Db, però tenen una vida mitjana curta fins a la fissió espontània. Sembla probable que el mateix passi amb 270Rf, un fill probable del 270Db. Aquests tres isòtops romanen sense confirmar.
El 1999, científics nord-americans de la Universitat de Califòrnia, Berkeley, van anunciar que havien aconseguit sintetitzar tres àtoms de 293Og. Es va informar que aquests nuclis progenitors havien emès successivament set partícules alfa per formar nuclis 265Rf, però la seva afirmació es va retirar el 2001. Aquest isòtop es va descobrir més tard el 2010 com el producte final de la cadena de desintegració de 285Fl.

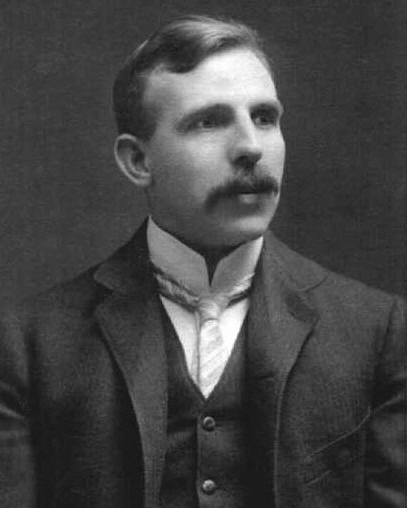
L'element 104 va rebre finalment el nom d'Ernest Rutherford

| Isòtop   | Vida mitjana | Mode Descomposició | Any Descoberta | Reacció        |
| -------- | ------------ | ------------------ | -------------- | -------------- |
| 253Rf    | 48 μs        | α, SF              | 1994           | 204Pb(50Ti,n)  |
| 254Rf    | 23 μs        | SF                 | 1994           | 206Pb(50Ti,2n) |
| 255Rf    | 2.3 s        | ε?, α, SF          | 1974           | 207Pb(50Ti,2n) |
| 256Rf    | 6.4 ms       | α, SF              | 1974           | 208Pb(50Ti,2n) |
| 257Rf    | 4.7 s        | ε, α, SF           | 1969           | 249Cf(12C,4n)  |
| 257mRf   | 4.1 s        | ε, α, SF           | 1969           | 249Cf(12C,4n)  |
| 258Rf    | 14.7 ms      | α, SF              | 1969           | 249Cf(13C,4n)  |
| 259Rf    | 3.2 s        | α, SF              | 1969           | 249Cf(13C,3n)  |
| 259mRf   | 2.5 s        | ε                  | 1969           | 249Cf(13C,3n)  |
| 260Rf    | 21 ms        | α, SF              | 1969           | 248Cm(¹⁶O,4n)  |
| 261Rf    | 78 s         | α, SF              | 1970           | 248Cm(18O,5n)  |
| 261mRf   | 4 s          | ε, α, SF           | 2001           | 244Pu(22Ne,5n) |
| 262Rf    | 2.3 s        | α, SF              | 1996           | 244Pu(22Ne,4n) |
| 263Rf    | 15 min       | α, SF              | 1999           | 263Db          |
| 263mRf ? | 8 s          | α, SF              | 1999           | 263Db          |
| 265Rf    | 1.1 min      | SF                 | 2010           | 269Sg(—,α)     |
| 266Rf    | 23 s?        | SF                 | 2007?          | 266Db          |
| 267Rf    | 1.3 h        | SF                 | 2004           | 271Sg(—,α)     |
| 268Rf    | 1.4 s?       | SF                 | 2004?          | 268Db          |
| 270Rf    | 20 ms?       | SF                 | 2010?          | 270Db          |